# Lubrorefrigerante

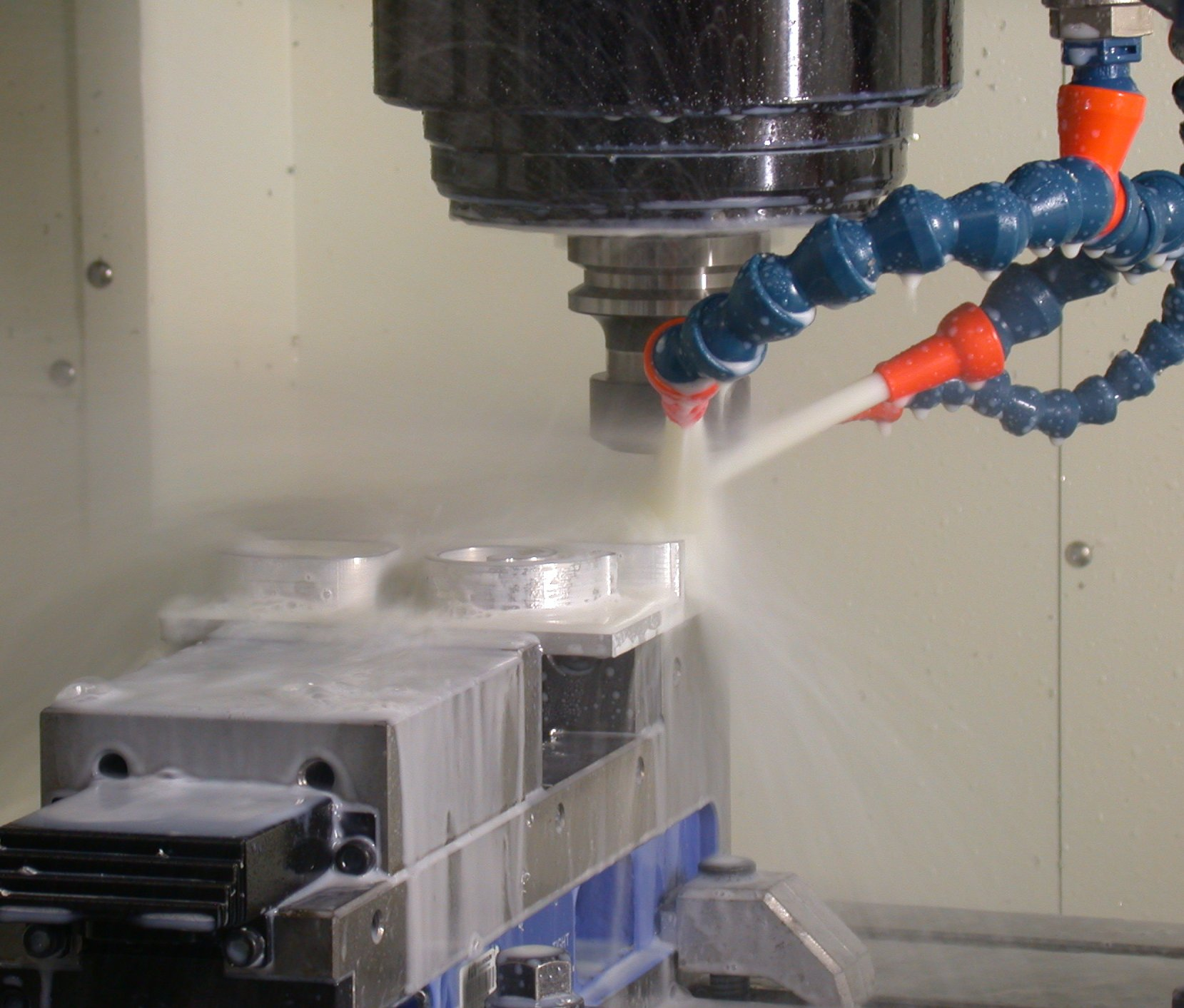
Utilizzo di un fluido lubrorefrigerante per la fresatura dell'alluminio.

Il lubrorefrigerante è un fluido utilizzato nelle lavorazioni con macchine utensili per lubrificare gli utensili da taglio, raffreddarli e sciacquare il truciolo prodotto dalla lavorazione al fine di ridurre gli attriti e l'usura.
Nel caso di lavorazioni senza utilizzo di lubrorefrigerante, si parla invece di "lavorazione a secco".

## Scopi

### Raffreddamento
Il taglio dei metalli genera calore a causa dell'attrito e dell'energia persa durante la deformazione del materiale. L'aria circostante ha una bassa conducibilità termica (conduce il calore in modo inefficiente), il che la rende un pessimo refrigerante. Il raffreddamento con aria a temperatura ambiente è talvolta sufficiente per tagli leggeri e cicli di lavoro a bassa intensità, tipici delle operazioni di manutenzione, riparazione e lavorazioni hobbistiche. Tuttavia, le lavorazioni di produzione industriali richiedono tagli pesanti su lunghi periodi di tempo e producono generalmente più calore di quanto il raffreddamento ad aria possa dissipare. Piuttosto che interrompere la produzione per consentire il raffreddamento dell'utensile, l'uso di un refrigerante liquido permette di rimuovere una quantità significativamente maggiore di calore in modo più rapido, accelerando il taglio, riducendo l'attrito e l'usura dell'utensile.
Non è solo l'utensile a riscaldarsi, ma anche la superficie del pezzo lavorato. Temperature eccessive sull'utensile o sulla superficie del pezzo possono compromettere la tempra di entrambi, ammorbidendo i materiali fino a renderli inutilizzabili o portandoli al cedimento. Inoltre, potrebbero bruciare i materiali adiacenti, causare espansioni termiche indesiderate o reazioni chimiche indesiderate come l'ossidazione.

### Lubrificazione
Oltre al raffreddamento, i lubrorefrigeranti aiutano anche il processo di lavorazione lubrificando l'interfaccia tra il bordo di taglio dell'utensile e il truciolo. Evitando l'attrito in questa interfaccia, si previene la generazione di parte del calore. Questa lubrificazione aiuta anche a prevenire che i trucioli si saldino sull'utensile, il che interferirebbe con i successivi processi di taglio.
I lubrorefrigeranti possono anche contribuire a ridurre le forze di taglio attraverso l'effetto Rehbinder.
Gli additivi ad alta pressione sono spesso aggiunti ai fluidi da taglio per ridurre ulteriormente l'usura dell'utensile.

## Composizione e applicazioni
Si tratta di olio lubrificante minerale o vegetale o di sintesi che può essere miscibile in acqua oppure non miscibile. Nel primo caso si tratta di soluzioni e di emulsioni a seconda che la base sia naturale oppure sintetica. Esiste in numerose formulazioni a seconda del materiale dell'utensile e del pezzo da lavorare, ma in generale è composto per il 50% da olio lubrificante cui si aggiungono additivi specifici per il materiale e una piccola parte di acqua. La scelta dipende dalla resistenza meccanica dell'utensile, dalla tipologia di lavorazione, dalla velocità di taglio, dalla pressione dell'utensile contro il pezzo, dal calore generato per attrito, dalla macchina utensile e da altro ancora. Talvolta viene usato anche per lubrificare parti della macchina e in questo caso è preferibile ricorrere a prodotti specifici. Fluidi inadatti al materiale del pezzo o dell'utensile possono causare surriscaldamento, accumulo di bavetta sui taglienti, cattiva lavorazione, rottura dell'utensile.
Nel caso di lavorazioni in alta pressione, al fluido lubrorefrigerante sono aggiunti additivi EP (Extreme Pressure) antiusura.
A titolo indicativo si usano lubrorefrigeranti miscibili con concentrazione 5-8% per le leghe, 6-8% EP (Extreme Pressure) per l'acciaio, 8-12% EP quando rivestono ruoli significativi nell'asportazione del truciolo dagli ingranaggi, 3-5% miscibili per i lavori di rettifica, interi con alte concentrazioni per i laminatoi.
Onde prevenire l'inquinamento ambientale è preferibile impiegare fluidi miscibili ogniqualvolta possibile.
Per ragioni ecologico–ambientali, si sta osservando un forte impulso allo studio ed alla produzione di fluidi lubrorefrigeranti (sia miscibili in acqua che non miscibili) a base di esteri sintetici.
Oltre al vantaggio di essere formulati a partire da basi rinnovabili (vegetali, animali selezionate e trasformate) invece che da basi esauribili (oli minerali da basi petrolifere e petrolchimiche) e di offrire un profilo igienico sanitario nettamente migliore rispetto ai prodotti tradizionali di natura minerale, essi garantiscono, da un punto di vista tecnico produttivo, performance straordinarie di lubrificazione, grazie alla polarità delle molecole di estere (alcool grasso + acido grasso) che assicurano un'ottimale distribuzione del film lubrificante sulla superficie del pezzo in lavorazione.

## Filtrazione
Durante la lavorazione, il lubrorefrigerante può sporcarsi con vari inquinanti, che includono trucioli, oli estranei, vernici protettive, pulviscolo metallico, polveri ambientali, sabbie e batteri. Per tale motivo, il fluidorefrigerante, prima di essere riutilizzato all'interno della macchina utensile, è sottoposto ad un'opportuna filtrazione. Tale filtrazione generalmente di tipo meccanico, mentre per effettuare una filtrazione più spinta si utilizzano sistemi di filtrazione fina, microfiltrazione o nanofiltrazione.

## Lubrorefrigerazione minimale
Le tecniche cosiddette di "lubrorefrigerazione minimale" prevedono un utilizzo minimo di lubrorefrigerante, con una portata pari a decimillesimo della portata utilizzata nella lavorazione tradizionale, utilizzando il lubrorefrigerazione sotto forma di piccole goccioline mescolate all'aria, formando così una nebbia. Si parla in tal caso di sistemi MQCL (Minimum Quantity Cooling Lubrication), MQL (Minimum Quantity Lubrication) e MQC (Minimum Quantity Cooling).